# Abraham Geiger
Abraham Geiger (Frankfurt am Main, 24 de maio de 1810 — Berlim, 23 de outubro de 1874) foi um rabino e teólogo alemão.

## Biografia
Rabino em Wiesbaden, recebeu em 1833 seu doutorado pela Universidade de Bonn.
Partidário do movimento de reforma do Judaísmo, rejeitava os elementos nacionalistas, para salientar a missão do povo judeu em difundir o monoteísmo e a lei moral.
Ele reduziu o livro de orações, permitia a música instrumental nas sinagogas, recomendava o uso do vernáculo nas orações, dentre outras ideias inovadoras. Porém, opunha-se à observância do shabbat aos domingos, bem como se opôs a uma ruptura com a comunidade judaica tradicionalista.
Em 1870 tornou-se o grande rabino da comunidade de Berlim, e diretor do novo seminário criado para a pesquisa científica do judaísmo.
Escritor prolífico, seu principal trabalho foi "Urschrift und Übersetzungen der Bibel" (Original e tradução da Bíblia).
Ele foi, ainda, pai do historiador Ludwig Geiger (1848-1919).

### Obras de Geiger
- Was hat Mohammed aus dem Judentume aufgenommen? Bonn, 1833.

(traduzido para o Inglês como Judaism and Islam: A Prize Essay, F. M. Young, 1896).
- Das Judenthum und seine Geschichte von der Zerstörung des zweiten Tempels bis zum Ende des zwölften Jahrhunderts. In zwölf Vorlesungen. Nebst einem Anhange: Offenes Sendschreiben an Herrn Professor Dr. Holtzmann. Breslau: Schletter, 1865-71.

(traduzido para o Inglês como Judaism and its history: in 2 parts, Lanham [u.a.]: Univ. Press of America, 1985. ISBN 0-8191-4491-6).
- Nachgelassene Schriften. Reprint of the 1875–1878 ed., publicada em Berlim por L. Gerschel. Bd 1-5. Nova York: Arno Press, 1980. ISBN 0-405-12255-1
- Urschrift und uebersetzungen der Bibel in ihrer abhängigkeit von der innern entwickelung des Judenthums. Breslau: Hainauer, 1857.

### Literatura secundária
- Susannah Heschel: Abraham Geiger and the Jewish Jesus. Chicago; Londres: Univ. of Chicago Press, 1998. (Estudos de Chicago na história do judaísmo). ISBN 0-226-32959-3.
- Ludwig Geiger: Abraham Geiger. Leben und Werk für ein Judentum in der Moderne. Berlin: JVB, 2001. ISBN 3-934658-20-2.
- Christian Wiese (ed.) Jüdische Existenz in der Moderne: Abraham Geiger und die Wissenschaft des Judentums (alemão e inglês), de Gruyter, Berlim 2013, ISBN 978-3-11-024759-6
- Hartmut Bomhoff: Abraham Geiger - durch Wissen zum Glauben - Through reason to faith: reform and the science of Judaism. (Text dt. und engl.). Stiftung Neue Synagoge Berlin, Centrum Judaicum. Jüdische Miniaturen ; Bd. 45. Berlin: Hentrich und Hentrich 2006. ISBN 3-938485-27-2
- Jobst Paul (2006): "Das 'Konvergenz'-Projekt – Humanitätsreligion und Judentum im 19. Jahrhundert". In: Margarete Jäger, Jürgen Link (Hg.): Macht – Religion – Politik. Zur Renaissance religiöser Praktiken und Mentalitäten. Münster 2006.ISBN 3-89771-740-9
- Abraham Geiger and liberal Judaism: The challenge of the 19th century. Compilado com uma introdução biográfica por Max Wiener. Traduzido do alemão por Ernst J. Schlochauer. Filadélfia: Sociedade de Publicação Judaica da América 5722.